# Lijst van molens in Rotterdam
Dit is een lijst van molens in Rotterdam. 

Er zijn in de Nederlandse stad Rotterdam (Hoek van Holland is hierbij niet meegerekend) zeven molens die nog intact zijn:
| Naam               | Locatie                        | Buurt - wijk        | Bouwjaar | Afbeelding |
| ------------------ | ------------------------------ | ------------------- | -------- | ---------- |
| de Distilleerketel | Voorhaven 210                  | Delfshaven          | 1727     |            |
| de Lelie           | Plaszoom 356                   | Kralingse Bos       | 1840     |            |
| de Prinsenmolen    | Prinsemolenpad 72              | Hillegersberg Noord | 1648     |            |
| de Speelman        | Overschiese Kleiweg 775        | Zestienhoven        | 1712     |            |
| de Ster            | Plaszoom 324                   | Kralingse Bos       | 1792     |            |
| de Vier Winden     | Terbregse Rechter Rottekade 91 | Molenlaankwartier   | 1776     |            |
| de Zandweg         | Kromme Zandweg 99              | Oud Charlois        | 1723     |            |

Er zijn drie molens in de gemeente Rotterdam, die niet meer intact zijn:
| Naam           | Locatie          | Buurt - wijk | Bouwjaar  | Afbeelding |
| -------------- | ---------------- | ------------ | --------- | ---------- |
| de Graankorrel | Noordschans 1    | Tussendijken | 1850 (ca) |            |
| De Hoop        | Delftweg bij 114 | Overschie    | 1850 (ca) |            |
| Het Vertrouwen | Schans 137       | Bospolder    | 1853      |            |

Eén molen is verplaatst vanuit Rotterdam naar een plaats net over de gemeentegrens:
| Naam                 | Locatie            | Gemeente    | Bouwjaar | Afbeelding |
| -------------------- | ------------------ | ----------- | -------- | ---------- |
| de Pendrechtse molen | Charloise Lagedijk | Barendrecht |          |            |